# 天節八
金牛座66，又名BD+09 570，HD 27820、SAO 111791、HR 1381，是金牛座的一颗恒星，视星等为5.12，位于銀經185.11，銀緯-26.88，其B1900.0坐标为赤經4h 18m 24.6s，赤緯+9° -26.88′ 42″。